# Aristip el Jove
Aristip el Jove (en llatí Aristippus, en grec antic Αρίστιππος "Arístippos"), nascut a Cirene al segle IV aC, va ser fill d'Arete i net d'Aristip de Cirene. Es creu que va formalitzar els principis de l'escola cirenaica.
Va ser la seva mare qui li va ensenyar els principis de la filosofia que ella havia après del seu pare. Aristip va rebre el malnom de μητροδίδακτος ("Metrodidaktos", ensenyat per la seva mare). Entre els seus deixebles hi havia Teodor Ateu. No se sap gran cosa de la seva vida, i la idea de què va sintetitzar les opinions del seu avi es basa en l'autoritat d'Arístocles de Messina, que recull Eusebi de Cesarea.